# IATA 공항 코드 목록/E
다음은 E로 시작하는 IATA 공항코드 목록이다.

## E
목록: EA EB EC ED EE EF EG EH EI EJ EK EL EM EN EO EP EQ ER ES ET EU EV EW EX EY EZ
아래는 다음과 같이 나열한다.
- IATA코드 (ICAO코드) - 공항명 - 공항의 소재지